# Нічне небо неозброєним оком
Нічне небо неозброєним оком (англ. Night Sky with the Naked Eye) — науково-популярна книга американського астронома-аматора, блогера та журналіста Боба Кінга. Книга має підзаголовок «Як знайти планети, сузір'я, штучні супутники та інші чудеса нічного неба без телескопа» (англ. How to Find Planets, Constellations, Satellites and Other Night Sky Wonders without a Telescope) і описує об'єкти та явища, які можна спостерігати на небі неозброєним оком, прийоми їх спостереження, корисні програми та вебсайти.

## Автор
Боб Кінг — астроном-аматор, автор блогу «Astro Bob», мешканець міста Дулут, штат Міннесота, США і редактором фотографій у місцевій газеті Duluth News Tribune. Він також публікує статті в науково-популярних виданнях з астрономії, таких як Sky & Telescope та Universe Today.

## Зміст
Книга складається з 10 глав, кожна з яких присвячена певному об'єкту чи явищу. На початку книги описані спостереження штучних супутників Землі та Міжнародної космічної станції. Поступово автор переходить до складніших об'єктів, закінчуючи такими незвичайними, як місячні гало та кометний пил. Найбільша глава присвячена спостереженню Місяця та Сонця. Автор розповідає про спостереження, пов'язані з обертанням Землі навколо своєї осі і навколо Сонця, про рух планет, метеори, полярні сяйва, затемнення та інші явища. Відзначаються найбільш відомі й цікаві зорі, зоряні скупчення й позагалактичні об'єкти.
Кожний розділ пропонує добірку експериментальних завдань та цілей спостережень. Деякі з них є досить простими («знайти Велику Ведмедицю»), інші вимагають більшого спостережного досвіду (наприклад, відстежити криву блиску Алголя). Також у книзі описано підготовку до спостережень, вибір місця, одягу, необхідне обладнання та прийоми для читання карт зоряного неба. Книга розповідає про переваги використання периферичного зору, назви деталей місячної поверхні. Спостереження неба автор пов'язує з історією людства, легендами та міфами (давніми та сучасними) про небесні явища. Певна увага приділена культурі спостереження неба народу Оджибве, корінного для рідних місць автора.
Книга має багатий ілюстративний матеріал: фотографії, діаграми та карти, що допомагають знайти об'єкти. Автором більшості з них є сам Кінг.
Книга адресована спостерігачам-початківцям, але окремі спостережні завдання можуть зацікавити й більш досвідчених астрономів. Для охочих перейти до інструментальних спостережень автор дає вказівки щодо використання біноклів та телескопів.

## Відгуки
Редактор журналу Sky & Telescope Сьюзан Джонсон-Рор відзначила глибину досвіду і знань автора, а також доступний для розуміння стиль і мову книги. На її думку, книга цікава для читача й більше схожа на добірку коротких оповідань чи повість, ніж на посібник зі спостереження неба. Вона рекомендувала книгу як ненав'язливий вступ до аматорської астрономії, який попри наявність чітких завдань, розташованих у певному порядку, не перетворюється на виснажливий список необхідних для виконання завдань, а залишається пригодою з новими відкриттями.
Джанлука Масі, італійський астроном та засновник проєкту Virtual Telescope, також позитивно оцінив книгу. Він відзначив високу якість друку та ілюстрацій, а також легкий та захопливий стиль автора.
Star Tribune відзначив простоту й доступність інструкцій з пошуку сузір'їв, а також велику кількість ілюстрацій, але поскаржився на дрібний шрифт, який незручно читати при слабкому освітленні. Рецензія в Lake Superior Magazine говорить, що читання та дотримання вказівок книги може стати відмінним заняттям для тих, хто хоче насолоджуватися таємницями й магією зоряного неба. Також зазначено, що текст книги розрахований на тривале читання і що захоплений читач може провести з нею весь рік, спостерігаючи небесні явища, які змінюють одне одне.